# Virginia Slims of Tucson 1973
Il Virginia Slims of Tucson 1973 è stato un torneo femminile di tennis giocato sul sintetico indoor. È stata la 2ª edizione del torneo, che fa parte del Virginia Slims Circuit 1973. Si è giocato a Tucson negli USA, dal 26 marzo al 1º aprile 1973.

## Campionesse

### Singolare
Kerry Reid ha battuto in finale  Nancy Richey con il punteggio di 6–3, 6–3

### Doppio
Janet Newberry /  Pam Teeguarden hanno battuto in finale  Karen Krantzcke /  Betty Stöve con il punteggio di 3–6, 7–6, 7–5